# Церковь Иоанна Предтечи (Староживотинное)
Церковь Иоанна Предтечи — православный храм в селе Староживотинное Рамонского района Воронежской области. Относится к Воронежской епархии Русской православной церкви.

## История
Село Староживотинное возникло в конце XVI века на ручье Животинном, вода которого считалась целебной. В Писцовой книге 1615 года говорится: «В деревне на Животинном колодезе 36 дворов».
История села неразрывно связана с историей крупных землевладельцев Веневитиновых. В 1622 году атаман Терентий Веневитинов был жалован землей близ этого починка. В 1672 году Животинное стало селом с Архангельской церковью. В мае 1703 года деревянную церковь Михаила Архангела перенесли из Староживотинного в село Новоживотинное. Каменная Предтеченская церковь была построена в 1789 году. Перестроена в 1860 году. По данным Справочной книги для духовенства Воронежской Епархии за 1900 год, в штате церкви числился священник Владимир Феодорович Романовский и псаломщик Николай Димитриевич Прозоровский. Церковные земли охватывали 33 десятины. Приписной к Предтеченской церкви считалась Архангельская церковь в селе Чертовицы. С 1907 по 1909 годы рядом с церковью существовала церковно-приходская школа.

## Современный статус
В настоящее время Предтеченская церковь в селе Староживотинное является объектом исторического и культурного наследия областного значения.

## Фотографии

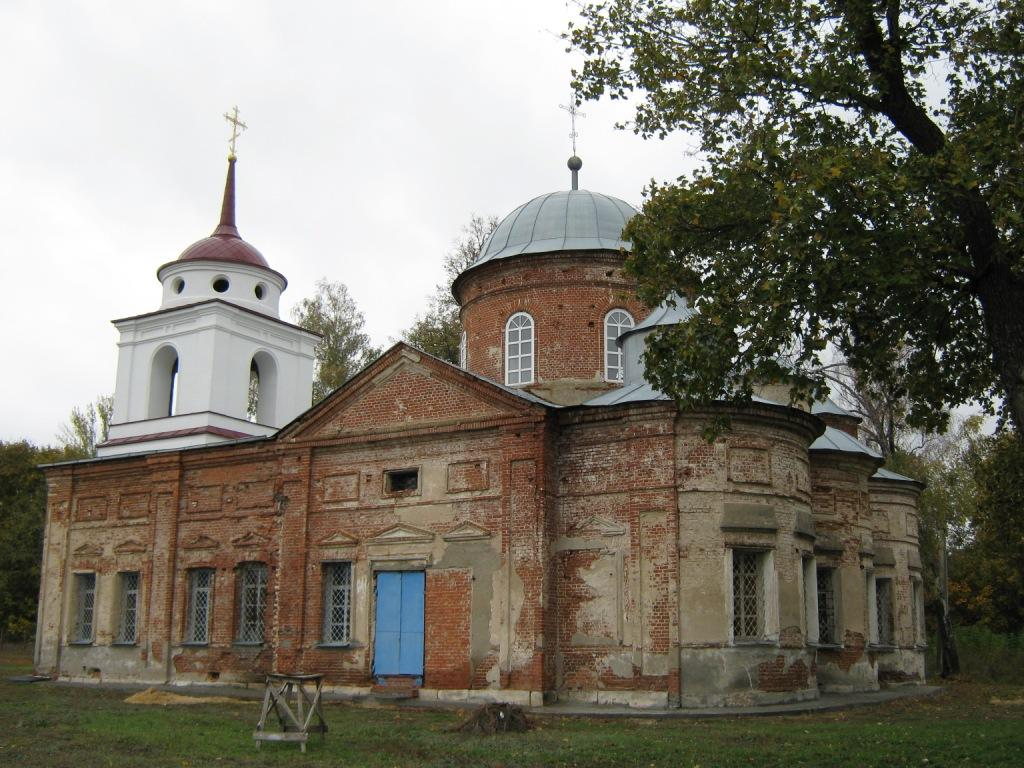
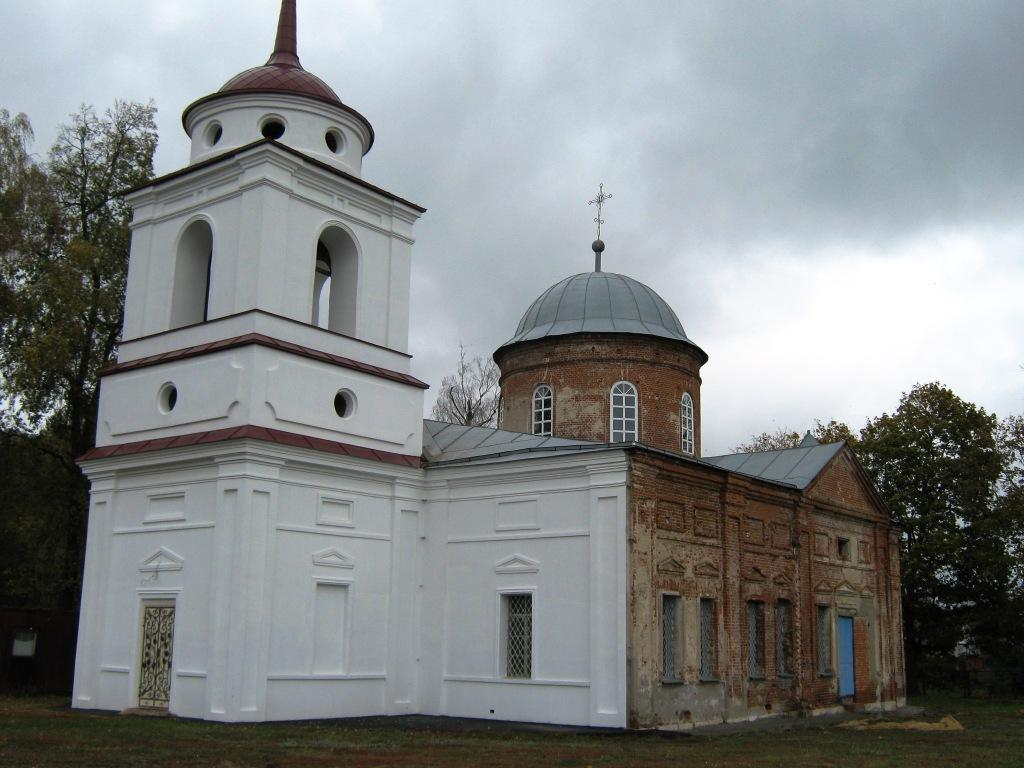
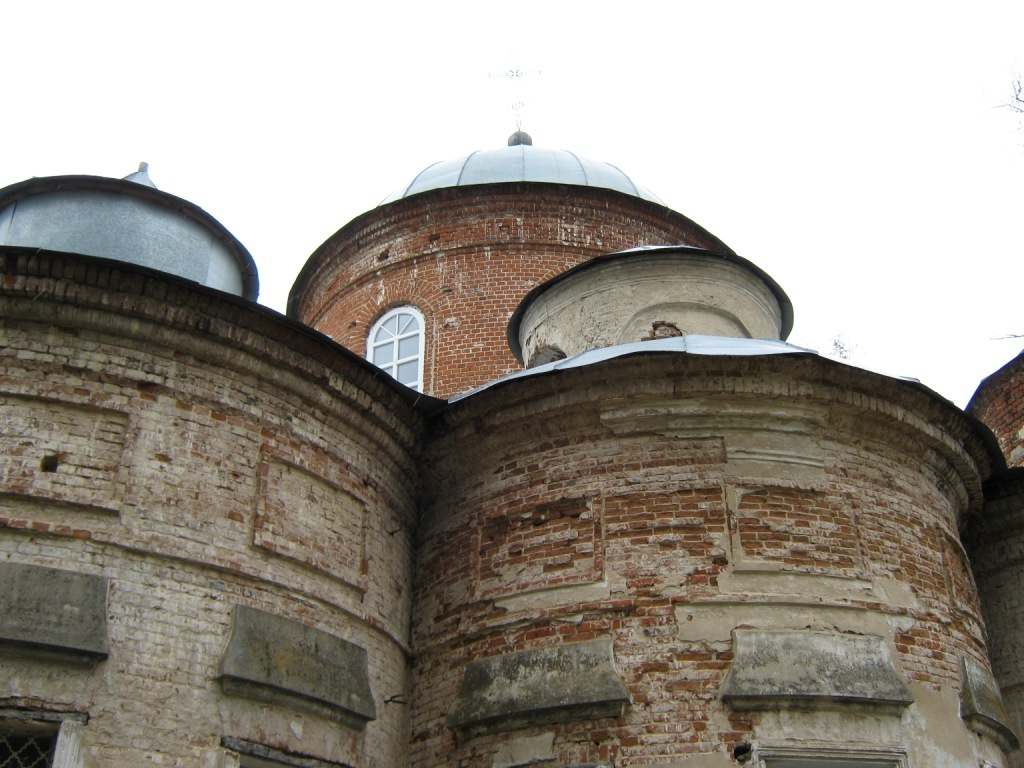
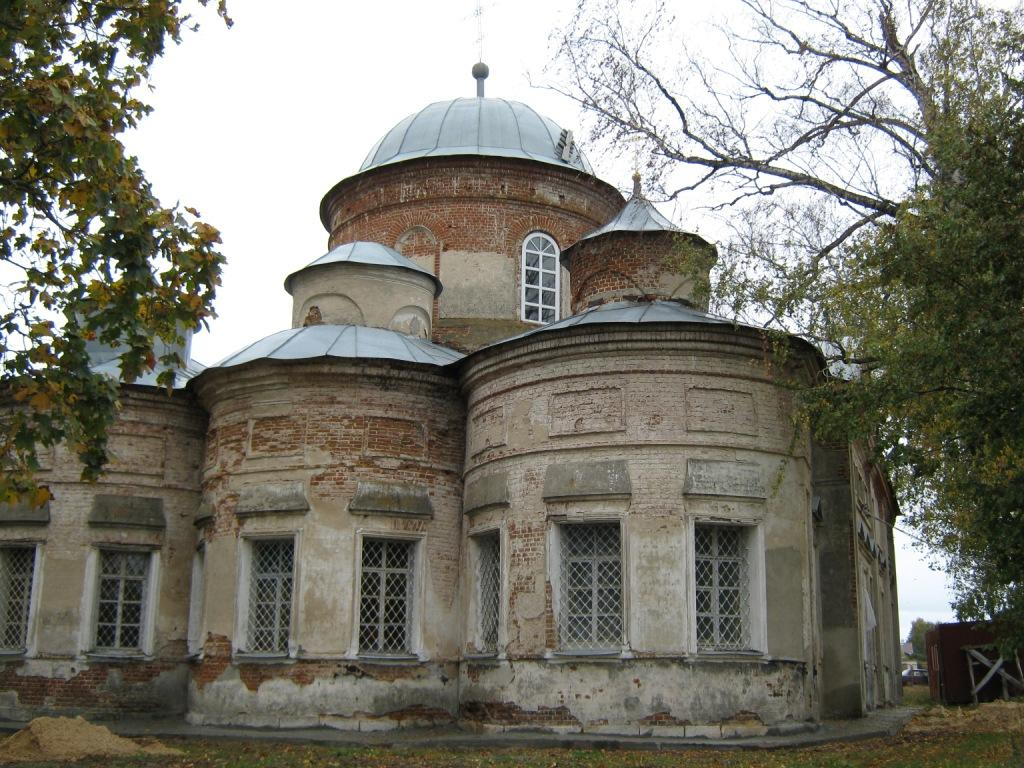